# AK-100 (família de rifles)
O AK-74M é a base para a nova família russa de armas de fogo Kalashnikov, AK-100 :
- o 5,56×45mm do fuzil de assalto AK-101 e 5,56 mm da carabina AK-102,
- o 7.62×39mm do fuzil de assalto AK-103 e 7,62 mm da carabina AK-104 e
- o 5,45×39mm da carabina AK-105.

Os AK-101, 102 e 104 são destinados principalmente para exportação, enquanto o AK-105 está programado para substituir o AKS-74U pelas Forças Armadas Russas. O 103 é usado por elite militares russas e grupos policiais, além de ser exportado.
Além disso, os fuzis AK-107 de (5,45×39mm M74) e AK-108 de (5,56×45mm NATO) têm um sistema de retrocesso equilibrado para reduzir o recuo do feltro e a elevação do focinho. Este sistema de retrocesso equilibrado é derivado do fuzil AEK-971.

## Série AK-100M/200
Em 2017 Kalashnikov revelou a versão modernizada da família de rifles AK-100. As melhorias incluídas incluem trilhos Picatinny, novos cabos tipo pistola, nova coronha ajustável e novo supressor de clarão.
As armas da série AK-200 (rifles de assalto AK-200 e carabinas AK-205) são fornecidas a clientes governamentais na Rússia e também estão prontas para serem exportadas.
A Rússia e a Índia, em 3 de março de 2019, inauguraram uma fábrica, Indo-Russia Rifles Private Limited, em Uttar Pradesh, Índia, que produzirá rifles AK-203.